# Ingvar Jónsson
Ingvar Jónsson (Reykjavík, 18 ottobre 1989) è un calciatore islandese, portiere del Víkingur e della Nazionale islandese.

## Carriera

### Club
Ha cominciato con il Njardvik prima di passare allo Stjarnan, con il quale ha esordito in massima serie. Il 28 novembre 2014 ha firmato  ufficialmente un contratto triennale con i norvegesi dello Start, arrivando nel nuovo club a parametro zero: l'accordo sarebbe stato valido a partire dalla riapertura del calciomercato, in data 1º gennaio 2015. Il 15 luglio 2015 è stato ceduto in prestito al Sandnes Ulf, formazione della 1. divisjon, a partire dal 22 luglio successivo; Sean McDermott si è trasferito invece allo Start con la medesima formula.
Rientrato dal prestito, il 27 gennaio 2016 è stato ingaggiato dal Sandefjord a titolo definitivo.
Il 9 agosto 2018 è passato ai danesi del Viborg.

### Nazionale
Dopo diverse presenze nelle giovanili, viene convocato in vista della partita di qualificazione agli Europei 2016 contro la Turchia del 9 settembre. Viene convocato per gli Europei 2016 in Francia.

## Palmarès

### Club

#### Competizioni nazionali
- Campionato islandese: 2

Stjarnan: 2014
Víkingur: 2023
- Coppa d'Islanda: 2

Víkingur: 2022, 2023

## Statistiche

### Presenze e reti nei club
Statistiche aggiornate al 21 agosto 2018.
| Stagione          | Club              | Campionato        | Campionato | Campionato | Coppe nazionali | Coppe nazionali | Coppe nazionali | Coppe continentali | Coppe continentali | Coppe continentali | Supercoppe | Supercoppe | Supercoppe | Totale | Totale |
| Stagione          | Club              | Comp              | Pres       | Reti       | Comp            | Pres            | Reti            | Comp               | Pres               | Reti               | Comp       | Pres       | Reti       | Pres   | Reti   |
| ----------------- | ----------------- | ----------------- | ---------- | ---------- | --------------- | --------------- | --------------- | ------------------ | ------------------ | ------------------ | ---------- | ---------- | ---------- | ------ | ------ |
| 2010              | Njarðvík          | 1D                | 20         | -35        | CI              | -               | -               | -                  | -                  | -                  | -          | -          | -          | 20     | -35    |
| 2011              | Stjarnan          | UD                | 17         | -28        | CI              | 1               | -3              | -                  | -                  | -                  | -          | -          | -          | 18     | -31    |
| 2012              | Stjarnan          | UD                | 22         | -38        | CI              | -               | -               | -                  | -                  | -                  | -          | -          | -          | 22     | -38    |
| 2013              | Stjarnan          | UD                | 19         | -18        | CI              | 5               | -10             | -                  | -                  | -                  | -          | -          | -          | 24     | -28    |
| 2014              | Stjarnan          | UD                | 21         | -21        | CI              | 2               | -1              | UEL                | 8                  | -13                | -          | -          | -          | 31     | -33    |
| Totale Stjarnan   | Totale Stjarnan   | Totale Stjarnan   | 79         | -105       |                 | 8               | -14             |                    | 8                  | -13                |            | -          | -          | 95     | -132   |
| gen.-lug. 2015    | Start             | ES                | 1          | -3         | CN              | 2               | 4               | -                  | -                  | -                  | -          | -          | -          | 3      | -5     |
| lug.-dic. 2015    | Sandnes Ulf       | 1D                | 15         | -24        | CN              | -               | -               | -                  | -                  | -                  | -          | -          | -          | 15     | -24    |
| 2016              | Sandefjord        | 1D                | 23         | -28        | CN              | 0               | 0               | -                  | -                  | -                  | -          | -          | -          | 23     | -28    |
| 2017              | Sandefjord        | ES                | 30         | -49        | CN              | 0               | 0               | -                  | -                  | -                  | -          | -          | -          | 30     | -49    |
| gen.-ago. 2018    | Sandefjord        | ES                | 1          | -2         | CN              | 2               | -4              | -                  | -                  | -                  | -          | -          | -          | 3      | -6     |
| Totale Sandefjord | Totale Sandefjord | Totale Sandefjord | 54         | -79        |                 | 2               | -4              |                    | -                  | -                  |            | -          | -          | 56     | -83    |
| ago. 2018-2019    | Viborg            | 1D                | 2          | -1         | CD              | 0               | 0               | -                  | -                  | -                  | -          | -          | -          | 2      | -1     |
| Totale carriera   | Totale carriera   | Totale carriera   | 171        | -247       |                 | 12              | -22             |                    | 8                  | -13                |            | -          | -          | 191    | -282   |